# أعضاء النطق
أعضاء النطق هي الأعضاء المسؤولة عن إنتاج الكلام، وتنقسم إلى قسمين: الأعضاء النطقية الثابتة والأعضاء النطقية المتحركة، أما الثابتة فتتضمن الأسنان والفك العلوي واللثة والغار والجدار الخلفي للحلق والأنف، وأما المتحركة فتشمل الشفتين واللسان والطبق والفك السفلي واللهاة والحنجرة والوترين الصوتيين والرئتين والحجاب الحاجز.

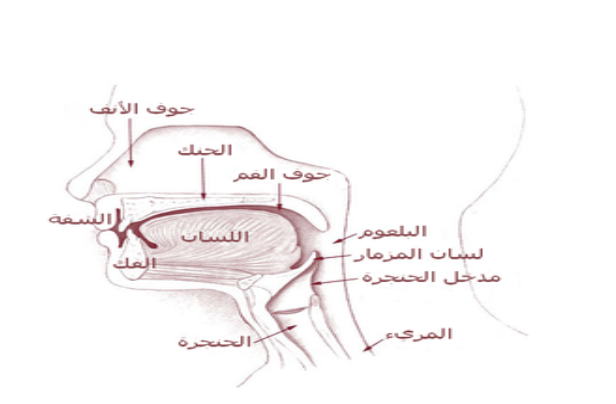
أعضاء النطق

## أقسام أعضاء النطق
تَنْقَسِمُ أعضاء النُّطق التي تساهم في عمليَّة التصويت تصويت الكلام لدى الإنسان إلى:
- أعضاء النُّطق المتحرِّكة: الرئتان، الحنجرة Larynx، اللسان Tongue، الشفتان Lips والوتران الصوتيان Vocal Cords.
- أعضاء النُّطق الثابتة: الحلقوم أو الحلق Pharynx، الحنك Palate، الأسنان Teeth، القصبة الهوائية Trachea والتجويف الأنفي.

## أعضاء النطق

### الحجاب الحاجز
هو عضلة مسطحة يشبه قبة غير منتظمة تبرز إلى أعلى، وهي تفصل تجويف البطن عن تجويف الصدر، ويؤدي دورا مركزيا في في عملية الشهيق والزفير.

### الرئتان
هما مخزن الهواء في الجسم وتقومان بتزويد الدم بالأوكسجين المستخلص من الهواء، وتتحركان حركة مستمرة في عملية الشهيق والزفير ، ويفاد من الزفير المنبعث منهما هو مصدر مادة الصوت التي تتعاون أعضاء النطق الأخرى على تشكيلها وتلوينها وفق عمليات متعددة.

### القصبة الهوائية

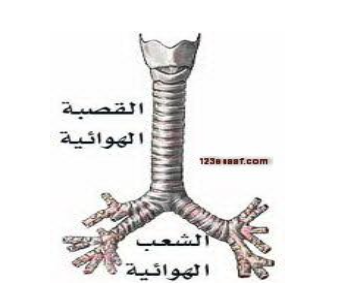
القصبة الهوائية

هي أنبوبة مكونة من غضاريف على شكل حلقات غير مكتملة من الخلف متصل بعضها ببعض بوساطة نسيج غشائي مخاطي ، وتنقسم من أسفلها إلى فرعين رئيسيين، هما: الشعبتان اللتان تدخلان إلى الرئتين،  وفيها يتخذ النفَس مجراه قبل اندفاعه إلى الحنجرة . وقد كان يظن قديماً أن لا أثر لها في الصوت اللغوي، بل هي مجرد طريق للتنفس؛ ولكن البحوث الحديثة برهنت على أنها يفاد منها في بعض الأحيان كفراغ رنان ذي أثر بَيِّنٍ في درجة الصوت ، ولا سيما إذا كان الصوت عميقاً.

### الحنجرة
عدَّ القدماء والمحدثون هذا العضو الأداة الأساسية للصوت الإنساني ، لأنه يشتمل على الوترين الصوتيين اللذين يهتزان مع بعض الأصوات هزات منتظمة أمكن عدها في الثانية، وترتب على معرفة عدد تلك الهزات الحكم على درجة الصوت،  ويسمى الصوت وفقا لذلك بالصوت المجهور، وقد يمرّ تيار الهواء من الوترين الصوتيين فلا يهتزان، ويسمى حينئذ بالصوت المهموس. والحنجرة عبارة عن صندوق غضروفي متصل بالطرف الأعلى للقصبة الهوائية، و تتكون من ثلاثة أجزاء:
1. غضروف الجزء الأدنى من الحنجرة
2. الغضروف الدرقي
3. النسيجان الخلفيان الهرميان

وهناك فراغ بين الوترين يسمى المزمار . وفتحة المزمار تنقبض وتنبسط بنسب مختلفة مع الأصوات ، ويترتب على هذا اختلاف نسبة شدة الوترين واستعدادهما للاهتزاز ؛ فكلما زاد توترهما زادت نسبة اهتزازهما في الثانية ، فتختلف تبعا لهذا درجة الصوت . وللمزمار غطاء نسميه لسان المزمار ، وظيفته الأصلية أن يكون بمثابة صمام يحمى طريق التنفس في أثناء عملية البلع. ويكون الوتران الصوتيان في أوضاع متعددة ، هي المبينة فيما يأتي:

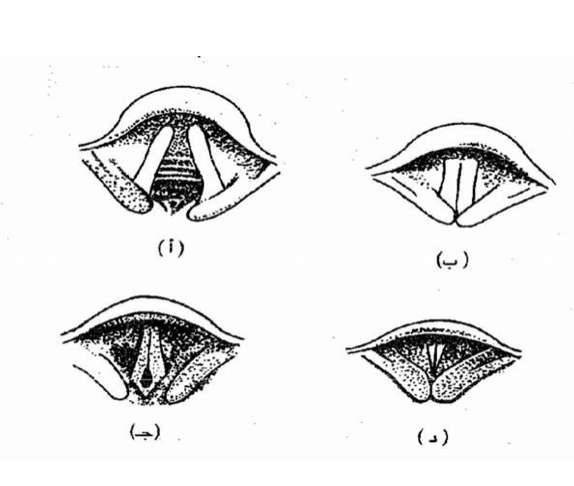
الأوتار الصوتية

( أ ) الأوتار الصوتية في وضع التنفس ، وهو وضع إصدار الأصوات المهموسة مثل التاء والثاء والحاء والخاء وغيرها .
( ب ) الأوتار الصوتية في وضع إصدار نغمة موسيقية ، وهو وضع النطق بالأصوات المجهورة voiced ، كالباء والدال والذال وغيرها ، والحركات العربية جميعا ، قصيرها وطويلها على سواء.
( ج ) وضع الأوتار الصوتية في حالة الوشوشة .
( د ) وضع الأوتار الصوتية في حالة النطق بهمزة القطع العربية .

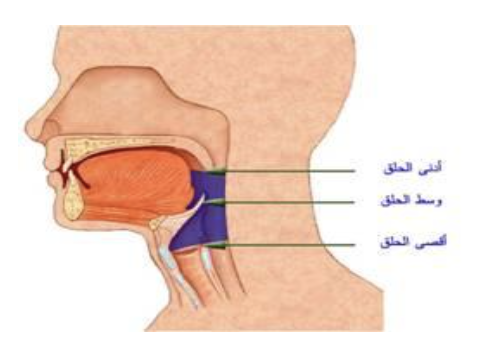
الحلق

### الحلق
وهو الجزء الذي بين الحنجرة وأقصى الفم. وهو فضلا عن أنه مخرج لأصوات لغوية خاصة ، يستغل بصفة عامة كفراغ رنان يضخم بعض الأصوات بعد صدورها من الحنجرة ، فهو يسهم بفعالية في تشكيل سمة التفخيم الصوتي المائزة للأصوات المفخمة المتمثلة بكل من الضاد والطاء والظاء والصاد، فمع ارتفاع مؤخر اللسان باتجاه الطبق وارتداد جذره باتجاه الجدار الخلفي للحلق تتشكل سمة التفخيم التي تميز هذه المجموعة عن نظيرها المرقق. وينقسم الحلق إلى ثلاثة أجزاء هي أدناه ووسطه وأقصاه.

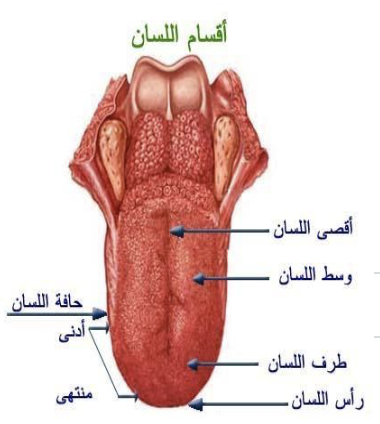
أقسام اللسان

### اللسان
اعتاد القدماء أن ينسبوا النطق إلى هذا العضو بصفة خاصة . ولا غرابة في هذا ، فاللسان عضو هام في عملية النطق ، لأنه مرن وكثير الحركة في الفم عند النطق ؛ فهو ينتقل من وضع إلى آخر فيكيف الصوت اللغوي حسب أوضاعه المختلفة .
و قسم اللسان إلى:
أ)الحد  أو الرأس  . ب) طرف . ج) مقدمة اللسان (ويسميها البعض وسطه)
د) مؤخر اللسان ( أقصاه ) . هـ) أصل اللسان ( جذره.)    

### الحنك الأعلى
هو العضو الذي يتصل به اللسان في أوضاعه المختلفة . ومع كل وضع من أوضاع اللسان بالنسبة لجزء من أجزاء الحنك الأعلى تتكون مخارج كثير من الأصوات . وينقسم الحنك الأعلى إلى أقسام عدة هي :الأسنان ثم أصولها ، ثم وسط الحنك أو الجزء الصلب منه ، ثم أقصى الحنك أو الجزء اللين منه ، ثم اللهاة .

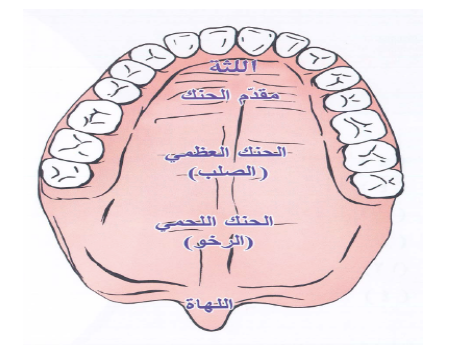
الحنك

### التجويف الأنفي
وهو العضو الذي يندفع خلاله النفس مع بعض الأصوات كالميم والنون. هذا إلى أنه يستغل كفراغ رنان يضخم بعض الأصوات حين النطق ، وهو مخرج صوتي لكل من الميم والنون ويعدان صوتين أنفيين.